# King World Productions
King World Productions fue una empresa de distribución y producción de television estadounidense  que, entre otros programas, producía revistas de noticias y programas de televisión sindicados, y también tenía los derechos para televisar películas.
hoy en día hace parte de  CBS Paramount Domestic Television para formar CBS Television Distribution, que luego cambió su nombre a CBS Media Ventures.

## Historia
King World fue fundada en 1964 por Charles King, para gestionar la distribución de la serie de cortometrajes Our Gang (La Pandilla), producidos por Hal Roach. Cuando Metro-Goldwyn-Mayer adquirió los derechos del nombre en 1938, la serie pasó a llamarse The Little Rascals, y siguió siendo accesible al público por más de cuarenta años. Posteriormente, King World coprodujo una versión animada con Hanna-Barbera.  
En 1984, la compañía adquirió los derechos de sindicación del concurso Jeopardy!, creado por Merv Griffin, y lanzó su versión con Alex Trebek, convirtiéndolo en uno de los programas más populares en su género. También sindicó Wheel of Fortune, otro éxito de Griffin, que se mantuvo en la cima de la televisión sindicada por más de 25 años. Ese mismo año, King World introdujo al público estadounidense a Oprah Winfrey, sindicando su talk show, The Oprah Winfrey Show, lo que llevó al lanzamiento de programas derivados como Dr. Phil y The Rachael Ray Show.  
El éxito de la empresa en los años 80 se atribuyó en gran parte a sus innovadoras campañas publicitarias, lideradas por Michael King y David Sams, quienes convirtieron a Pat Sajak, Vanna White y Oprah Winfrey en figuras icónicas. CBS destacó la efectividad de estas estrategias en un informe especial de 60 minutos.  
En los años 90, King World operó el servicio de VHS "As Seen on TV" y, gracias a la gestión financiera de Stuart Hersch, se convirtió en una de las mejores acciones de Wall Street, generando cientos de millones en ingresos.
La empresa aseguraba a las estaciones de televisión la primera opción en cualquier serie que ofreciera. Con su adquisición por CBS, pasó a formar parte de CBS Corporation, integrándose con las operaciones de producción y distribución de Viacom. En sus últimos años, King World se convirtió en la división de televisión sindicada de CBS, distribuyendo tanto nuevos programas de la cadena, como títulos clásicos a través de CBS Paramount Television. Entre 2000 y 2006, también distribuyó programas de Westinghouse Broadcasting, como The Mike Douglas Show.

## Catálogo
King World fue responsable de varios programas de televisión sindicada por más de 20 años, [cita requerida]  y también tenía los derechos de televisar programación de un largo catálogo de películas teatrales. Cuando fue adquirido por CBS Enterprises en el año 2000, distribuyó varias series producidas por CBS para la sindicación, como Everybody Loves Raymond (cuyos derechos pertenecen a HBO), CSI, y CSI: Miami. King World centró parte de su atención a la producción de revistas de noticias televisivas como American Journal, The Vicki Lawrence Show, Rolonda, Hollywood Squares, El show de Ananda Lewis, y Inside Edition.

## Disolución
En septiembre de 2006, la CBS anunció que las operaciones de televisión sindicada de King World y CBS Paramount Television se combinarán al grupo de CBS Television Distribution (CTD). Roger King fue anunciado como el presidente de la entidad nueva, pero murió el 8 de diciembre de 2007 después de sufrir un accidente cerebrovascular el día anterior. Actualmente, el presidente de CTD es John Nogawski.
Por un año, King World mantuvo su identidad en pantalla para los programas que distribuyó al punto de su disolución; sin embargo, la mayoría de los programas manejados por King World fueron distribuidos bajo el nombre de CBS Television Distribution. El 20 de agosto de 2007, los logotipos de King World, CBS Paramount Domestic Television, Paramount Television, y otras empresas fueron reemplazados por un nuevo logotipo para CBS Television Distribution.